# Obelix GmbH & Co. KG
Obelix GmbH & Co. KG (französischer Originaltitel: Obélix et Compagnie) ist der 23. Band der Asterix-Reihe. Er wurde 1976 von René Goscinny getextet und von Albert Uderzo gezeichnet. 1978 erschien er auch in deutscher Sprache.

## Handlung
Nachdem Obelix zum Geburtstag alleine eine römische Legion verprügelt hat, sucht Caesar eine Möglichkeit, die Gallier friedlich zu stimmen. Dabei lässt er sich auf eine Idee seines jungen Beraters Technokratus ein. Dessen kostspielige Pläne sehen vor, die Gallier durch plötzlichen Reichtum in die Dekadenz zu treiben. Caesar ist damit zunächst einverstanden und stellt unbegrenzte Geldmittel zur Verfügung. Als Technokratus Obelix trifft, beginnt er, von diesem Hinkelsteine zu kaufen. Zunächst einige, dann mehr. Bald muss Obelix Leute aus dem Dorf beschäftigen, um die Nachfrage befriedigen zu können. Im Laufe der Zeit wird Obelix der vermeintlich wichtigste Mann im Dorf, lässt sich elegante Kleidung schneidern, vernachlässigt dabei allerdings die Wildschweinjagd und die Freundschaft zu Asterix. 
Diesem missfällt das Geschehen. Daher schmiedet er mit dem Druiden Miraculix den Plan, weitere Dörfler zu Hinkelsteinproduzenten zu machen. So beginnen auch andere Dorfbewohner damit, Hinkelsteine zu produzieren und an die Römer zu verkaufen. Währenddessen geht in Rom langsam das Geld aus. Zudem fragt sich Caesar, was er mit den Hinkelsteinen anfangen soll, die bereits einen beträchtlichen Teil seines Palastes füllen. Technokratus schlägt vor, sie zu verkaufen. Dank einer erstklassigen Marketingstrategie füllt dies die Staatskasse schnell wieder auf. Dieser Erfolg weckt jedoch auch bei anderen den Wunsch, daran mitzuverdienen, und bald beginnen auch Römer mit der Hinkelsteinproduktion. Als auch andere Völker in das Hinkelsteingeschäft einsteigen, fallen die Preise ins Bodenlose, und Caesar befiehlt Technokratus, den Ankauf von Hinkelsteinen einzustellen. Kurze Zeit später geht alles wieder den normalen Gang, und die Gallier feiern wie immer am Schluss ihr gewohntes Fest.

## Veröffentlichung
In Frankreich erschien die Geschichte erstmals 1976 als Serie in der französischen Zeitschrift Pilote in den Ausgaben 598–604 und wurde 1976 als Album im Verlag Dargaud veröffentlicht. In der deutschen Übersetzung wurde die Geschichte vom Ehapa Verlag 1976 im Magazin MV-Comix (Ausgaben 19/1976 bis 14/1977) erstmals abgedruckt und 1978 als 23. Band der Asterix-Reihe herausgebracht. 2002 wurde dieser Band neu aufgelegt und erhielt ein neues Titelbild. Der Band erschien unter anderem auch in Englisch, Spanisch und Türkisch sowie in der Mundart Tirolerisch und 2011 in Neuhessisch.